# Marrocos nos Jogos Paralímpicos de Verão de 2012
Marrocos foi um dos participantes dos Jogos Paralímpicos de Verão de 2012, que aconteceram na cidade de Londres, na Grã-Bretanha.

## Desempenho

### Levantamento de peso
Feminino
| Atletas      | Evento   | Resultado | Posição |
| ------------ | -------- | --------- | ------- |
| Malika Matar | -40 kg   | 76,0      | 6º      |
| Fatima Bahji | -60 kg   | 90,0      | 6º      |
| Khadija Acem | -67.5 kg | 110,0     | 6º      |

### Tênis em cadeira de rodas
Masculino
| Atleta           | Evento  | Fase de 64               | Fase de 32           | Oitavas              | Quartas              | Semifinal            | Final                | Pos.        |
| Atleta           | Evento  | Adversário resultado     | Adversário resultado | Adversário resultado | Adversário resultado | Adversário resultado | Adversário resultado | Pos.        |
| ---------------- | ------- | ------------------------ | -------------------- | -------------------- | -------------------- | -------------------- | -------------------- | ----------- |
| Lhaj Boukartacha | Simples | CAN P. Bedard D 5-7, 2-7 | Não avançou          | Não avançou          | Não avançou          | Não avançou          | Não avançou          | Não avançou |